# Hinterland (album)
Hinterland is het eerste studioalbum van de Noorse muziekgroep Wobbler. De muziek voert terug naar de progressieve rock uit haar gloriejaren, begin jaren 70. De leider van de band Lars Fredrik Frøislie heeft een voorkeur voor de mellotron een toetsinstrument, dat specifiek is voor het geluid van de symfonisch rock uit die tijd. Het album is opgenomen van juni 2004 tot en met februari 2005 in Oslo, Noorwegen. Het album verscheen bij Laser's Edge, een platenlabel gespecialiseerd in progressieve rock.

## Musici
- Lars Fredrik Frøislie: toetsinstrumenten waaronder de mellotron M400 S, Hammondorgel C3 en de Minimoog D;
- Martin Nordrum Kneppen: slagwerk
- Kristian Karl Hultgen: Basgitaar en saxofoons
- Morten Andreas Eriksen: gitaar
- Torry Johannessen- zang

## Composities
1. Serenade for 1652
2. Hinterland
3. Rubato industry
4. Clair obscur